# Jaguares de Córdoba
Jaguares de Córdoba is een Colombiaanse voetbalclub uit Montería. Sinds 2015 speelt de club in de Categoría Primera A.
In 1995 werd Girardot FC opgericht in Girardot. Die club speelde in de Categoría Primera B toen vanwege financiële problemen eind 2008 de licentie verkocht werd en de club omgevormd werd tot Deportes Palmira en in Palmira ging spelen. Een jaar later gebeurde hetzelfde en de club werd Pacífico FC  met Buenaventura als standplaats. Dit duurde twee seizoenen voor wederom de licentie overgenomen werd en de club veranderde eind 2011 in Sucre FC uit Sincelejo. Een jaar later werd de club omgevormd in Jaguares de Córdoba en werd het Estadio Jaraguay (tot eind 2015 Estadio Municipal de Montería) in Montería de thuisbasis.
In 2013 debuteerde Jaguares de Córdoba in de Categoría Primera B. In het seizoen 2014 werd de Apertura (eerste deel competitie) gewonnen door in de finale América de Cali te verslaan. Na het seizoen werd de winnaar van de Finalización (tweede deel competitie), Deportes Quindío, verslagen en promoveerde Jaguares voor het eerste naar de  Categoría Primera A.